# Пъзел: Похитени
Пъзел: Похитени е български уеб сериал в жанра екшън. Сериалът е продуциран и разпространяван от 7Talents.
Cюжетът разказва историята на четирима младежи, които решават да прекарат петък вечер в escape стая. Вместо това обаче се оказва, че са станали свидетели на брутално престъпление. Двама наемни убийци взимат младежите за заложници. Единствено силното желание за оцеляване на четиримата приятели ще попречи на престъпниците да се измъкнат безнаказано.

## Актьорски състав
- Асен Блатечки – в ролята на Зак
- Бойко Кръстанов – в ролята на Боби
- Мона Гочева – в ролята на Ира
- Мария Сотирова – в ролята на Ади
- Александър Евгениев – в ролята на Тони
- Антъни Пеев – в ролята на Вал

## Излъчване
Премиерата на сериала е на 3 октомври 2018 година, като епизодите се публикуват първо във Vbox7.com – всяка сряда.